# Pătruțești
Pătruțești falu Romániában, Erdélyben, Fehér megyében.

## Fekvése
Vidrișoara közelében fekvő település.

## Története
Pătruţeşti korábban Vidrișoara része volt, 1956 körül vált külön 123 lakossal.
1966-ban 115, 1977-ben 95, 1992-ben 65, 2002-ben pedig 64 román lakosa volt.